# Psychotria weberi
Psychotria weberi är en måreväxtart som beskrevs av Elmer Drew Merrill. Psychotria weberi ingår i släktet Psychotria och familjen måreväxter. Inga underarter finns listade i Catalogue of Life.